# Gisulf al II-lea de Friuli
Gisulf al II-lea a fost duce longobard de Friuli din jurul anului 591 până la moarte.
Gisulf era fiul și succesorul ducelui Gisulf I de Friuli.
Gisulf, ca și ducele Gaidoald de Trento s-au aflat în dispută cu regele longobard Agilulf, pacea încheindu-se în 602 sau 603. De asemenea, Gisulf a fost aliat cu avarii în cadrul unui război în Istria.
El a mai fost implicat în chestiunile bisericii locale. Episcopii "schismaticilor din Istria și Venetia", după cum istoricul Paul Diaconul îi numește, s-au bucurat de protecția sa. Gisulf a mai participat la confirmarea succesiunii lui Candidianus pe tronul patriarhal de Aquileia în 606.
Cel mai semnificativ eveniment al domniei sale s-a petrecut probabil în 611. În acel an, avarii au invadat Italia, iar teritoriul aflat în posesia lui Gisulf era primul vizat. Ducele a reușit să strângă o puternică armată și a pornit în întâmpinarea invadatorilor. Totuși, avarii erau mai numeroși și destul de repede i-au copleșit pe longobarzi. Gisulf a căzut în luptă, iar ducatul de Friuli a fost pustiit.
El a lăsat patru fii, avuți cu soția sa, Romilda (sau Ramhilda). El a fost succedat de fiii mai mari, Tasso și Kakko. Fiii mai mici ai lui Gisulf, Radoald și Grimoald, au găsit refugiu la ducele Arechis I de Benevento, rudă cu Gisulf, și amândoi vor deveni în cele din urmă duci de Benevento, iar Grimoald va ajunge chiar rege al longobarzilor.
De asemenea, Gisulf a mai avut două fiice, Appa și Geila (or Gaila). Paul Diaconul menționează că una dintre ele s-ar fi căsătorit cu "regele alamanilor" (viitorii duci de Suabia) (fapt neconfirmat de alte surse), iar cealaltă cu principele bavarezilor, probabil Garibald al II-lea de Bavaria.